# Muffkarton

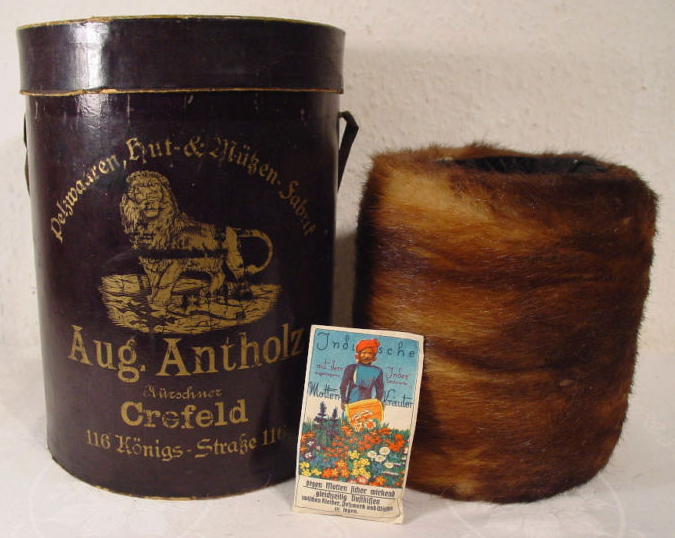
Muffkarton mit Muff und Mottenpulver

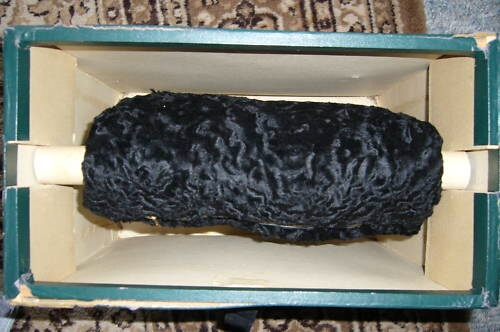
Buenolammmuff in Karton mit Aufhängung

Ein Muffkarton, auch Muffschachtel, ist ein in der Regel aus kaschierter Pappe hergestelltes Behältnis für den Handwärmer Muff. Er schützt den Inhalt vor Insektenbefall, Verbleichen durch Lichteinwirkung und Staub.
Während es im Mittelalter auch Muffe für Herren gab, waren sie seit Ende des 19. Jahrhunderts ein fest zur Damengarderobe gehörendes Kleidungsstück, zuletzt abnehmend bis etwa in die 1950er Jahre. Nach dem Zweiten Weltkrieg (1939–1945) wurden Muffe in sehr viel geringerem Umfang und nur sporadisch von der Mode etwas begünstigt, dementsprechend dürften seitdem wohl kaum noch Muffkartons gefertigt worden sein.

## Allgemein
Muffe bestehen aus einem mit wärmendem Material gefüllten Muffbeutel, das Obermaterial ist zumeist Fell. Sehr viel seltener sind Muffe mit der Fellseite nach innen, Lederseite nach außen.
Pelze wurden im Mittelalter und danach fast ausschließlich als pelzgefütterte und pelzbesetzte Kleidung getragen. Gegen Ende des 19. Jahrhunderts wurden zusätzlich ganz besonders Pelzgarnituren modern, Zusammenstellungen von kleinen Pelzaccessoires. Dies waren vor allem Muffe, Pelzkrawatten oder Pelzschals, Pelzkolliers, Pelzmützen und eventuell Pelzfäustlinge.
Ein früher Beleg für einen Muffkarton findet sich in der Posse „Braut und Bräutigam in einer Person“ des August von Kotzebue aus dem Jahr 1814. Dort versteckt sich Graf von Hottentott unter einem Berg von Wäsche, den Kopf in einem Muffkarton verborgen. Die Situation spitzte sich scheinbar zu, als der, nur vorgetäuscht eingetretene, Bruder der im Zimmer befindlichen Friderike von Aarau ankündigt, mit seinen neu erworbenen Pistolen Schießübungen auf den Karton ausführen zu wollen. Den schnell von ihr behaupteten, darin befindlichen Zobel- oder Mardermuff würde er gerne ersetzen.
Während es Hutkartons, neben der Zugabe beim Erwerb, auch in aufwendigen Ausführungen zu kaufen gab, waren Muff- und Pelzkrawatten-Kartons wohl immer eine kostenlose Kaufzugabe. Die zu den ersten Berliner Pelzkonfektionunternehmen gehörende Firma Abrahamsohn & Reschofsky (vereinigt 1902) lieferte für ihre extrem billigen Hasenmuffen bereits einen Karton für den Einzelhandel mit.
Bevor der Muff den Sommer über in den Karton kommt, ist sicherzustellen, dass er nicht von Insekten befallen ist. Dazu wird empfohlen, ihn gründlich auszuklopfen. Da dies beim Muff mit einer eventuell ebenfalls mottengefährdeten Daunenfüllung nicht immer ganz einfach ist, war es sinnvoll, ihm Mottenkugeln oder ein Insektenpulver beizulegen.
Die Kartons haben ganz offensichtlich den ihnen zugedachten Zweck, den Muff zu schützen, erfüllt. Noch heute werden im Internet über hundert Jahre alte Muffkartons mit gut erhaltenem Inhalt zum Kauf angeboten. Einen Hinweis auf das Alter des Muffkartons bietet eventuell eine Aufschrift wie „Rauchwaarenlager“. Die Schreibung mit dem doppelten a („aa“) wurde mit der Rechtschreibreform von 1901 abgeschafft.

## Ausführungen

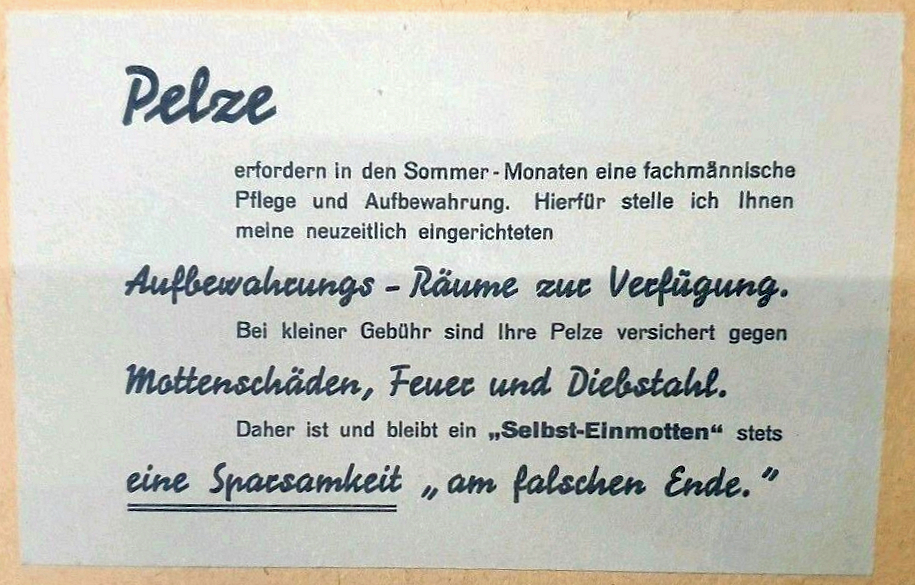
»[…] Daher ist und bleibt ein „Selbst-Einmotten“ stets eine Sparsamkeit „am falschen Ende.“«
(Aufkleber im Deckel eines Pelzkartons)

Der Muffkarton unterscheidet sich von seiner nahen Verwandten, der Hutschachtel, vor allem durch seine dem Produkt angepasste, weniger breite, mehr röhrenartige Form. Die runde Form entspricht dem sogenannten „Tonnenmuff“, flache Muffe einschließlich der Taschenmuffe sind besser in eckigen Formen unterzubringen. In der aufwendigen Variante befindet sich im Karton eine herausnehmbare Längsstange, über die der Muff gezogen wird, so dass er nicht auf dem Boden aufliegt. Das Haar kann so bei dem langen Liegen nicht verdrückt werden. Während man bei den Hutschachtel häufiger Ausführungen aus Spanholz, Holz, Metall oder Leder findet, scheinen Muffschachteln nahezu ausnahmslos aus Pappe gefertigt zu sein. In den einfachen, in der Regel runden Muffkartons, lagert der Muff hochkant, so dass er auf einer Eingriffseite aufliegt, der Karton mit Muffstange ist dagegen eckig. Gelegentlich waren die Kartons mit einem oder zwei Metallgriffen versehen. Manchmal verbesserte ein Blechrand an den Kanten die Verschleißfestigkeit.
Der Amerikaner Ralph S. Jennings meldete 1872 einen metallenen Muffkarton („muff box“) zum Patent an, der innen ganz mit dem als vor Motten schützend geltenden Zedernholz ausgekleidet war. Gleichartige, jedoch mit dem ebenfalls mottenfeindlichen Kampferholz ausgestattete Pelzaufbewahrungsbüchsen bot Anfang des 20. Jahrhunderts der Leipziger Paul Heussi unter der Bezeichnung „Mottenkapsel“ oder „Pelzkapsel“ an.
Die Firma H. Pohl in Leipzig-Plagwitz, Kartonagenfabrik für die Pelz- und Mützenbranche, inserierte 1914 „Kollier-Kartons, Taschenmuff-Kartons, Kragen- und Krawatten-Kartons, vom einfachsten bis zum feinsten Genre“. Während die runden Muffkartons beim Einzelhandel viel Lagerraum beanspruchten, bot das Unternehmen, zumindest für Damenhüte, auch eckige, zusammenlegbare Schachteln an.
Als Kaufzugabe und gleichzeitiger Werbeartikel weisen die Kartons in der Regel Reklameaufschriften auf, teils künstlerisch gestaltet. Gehäuft sind Abbildungen von pelztragenden Tieren zu finden, vor allem von solchen, deren Felle fast nie vom Kürschner verarbeitet werden, wie Löwen, Tiger und Bären. Der Kartondeckel vom Pelzwaren-, Hut- und Mützenlager Albert Struszewski aus Bitterfeld zeigt fünf für Pelzzwecke genutzte Tiere, zum Teil als Mitglieder der zoologischen Familie der Marder zu erkennen, ausgeführt in einem aufwendigen Prägedruck.
Da die Kürschner-Fachgeschäfte üblicherweise eine Sommeraufbewahrung für Pelze anbieten, befindet sich im Innendeckel der Kartons häufig ein darauf hinweisender Text wie: „Pelzwaren werden zur Aufbewahrung gegen Motten- und Feuerschaden angenommen“.

Abbildungen auf Muffkartons
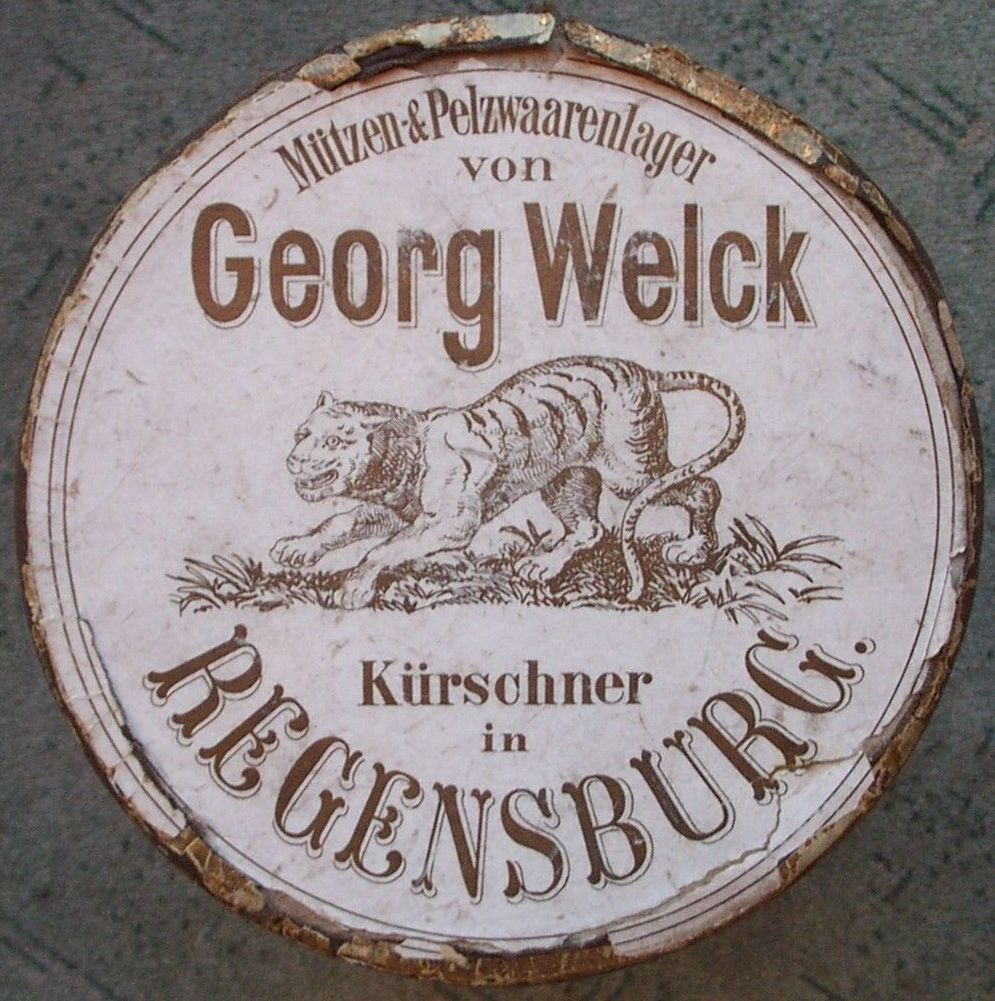
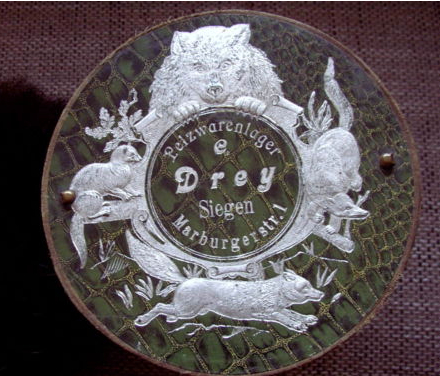
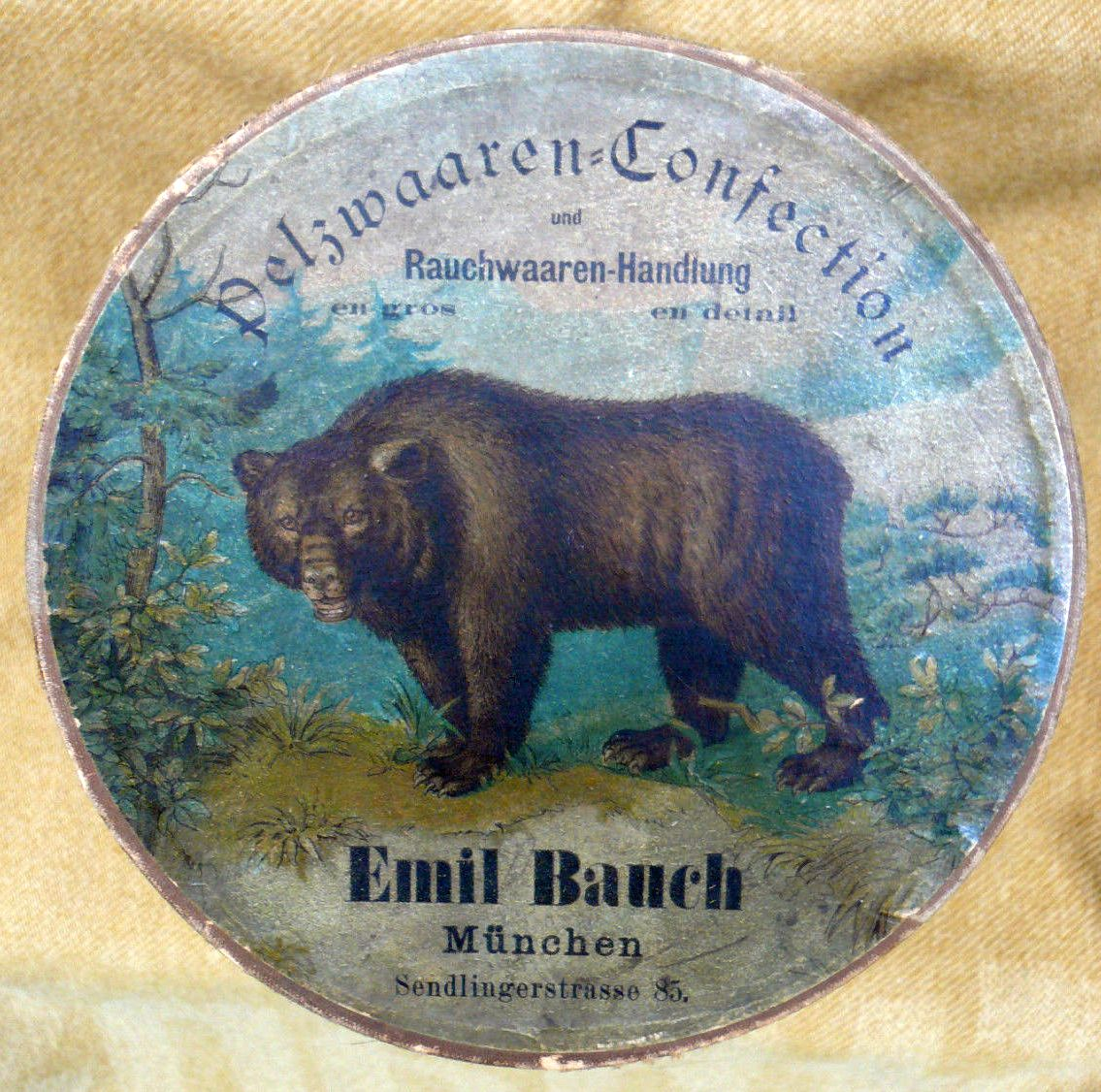
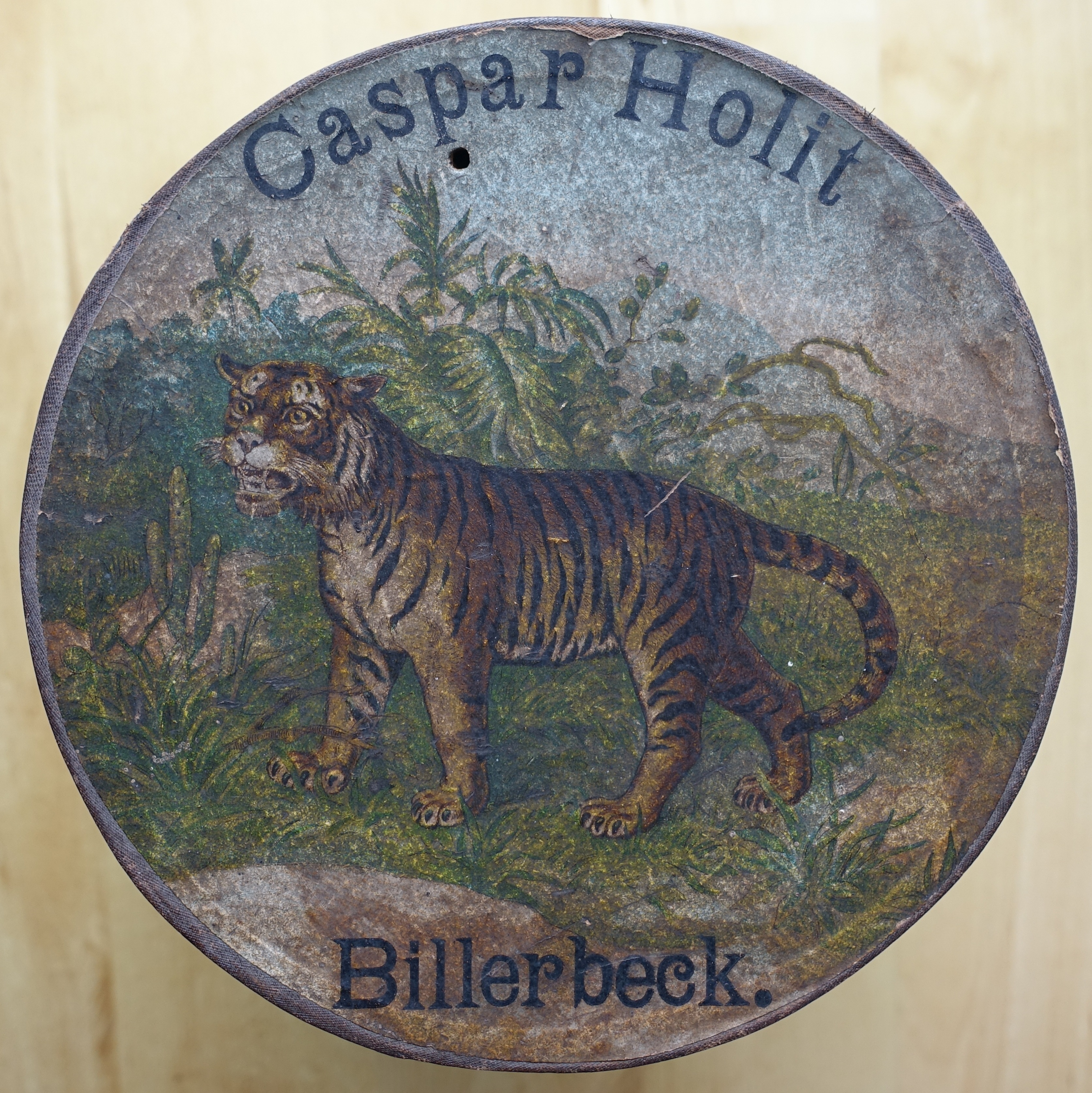
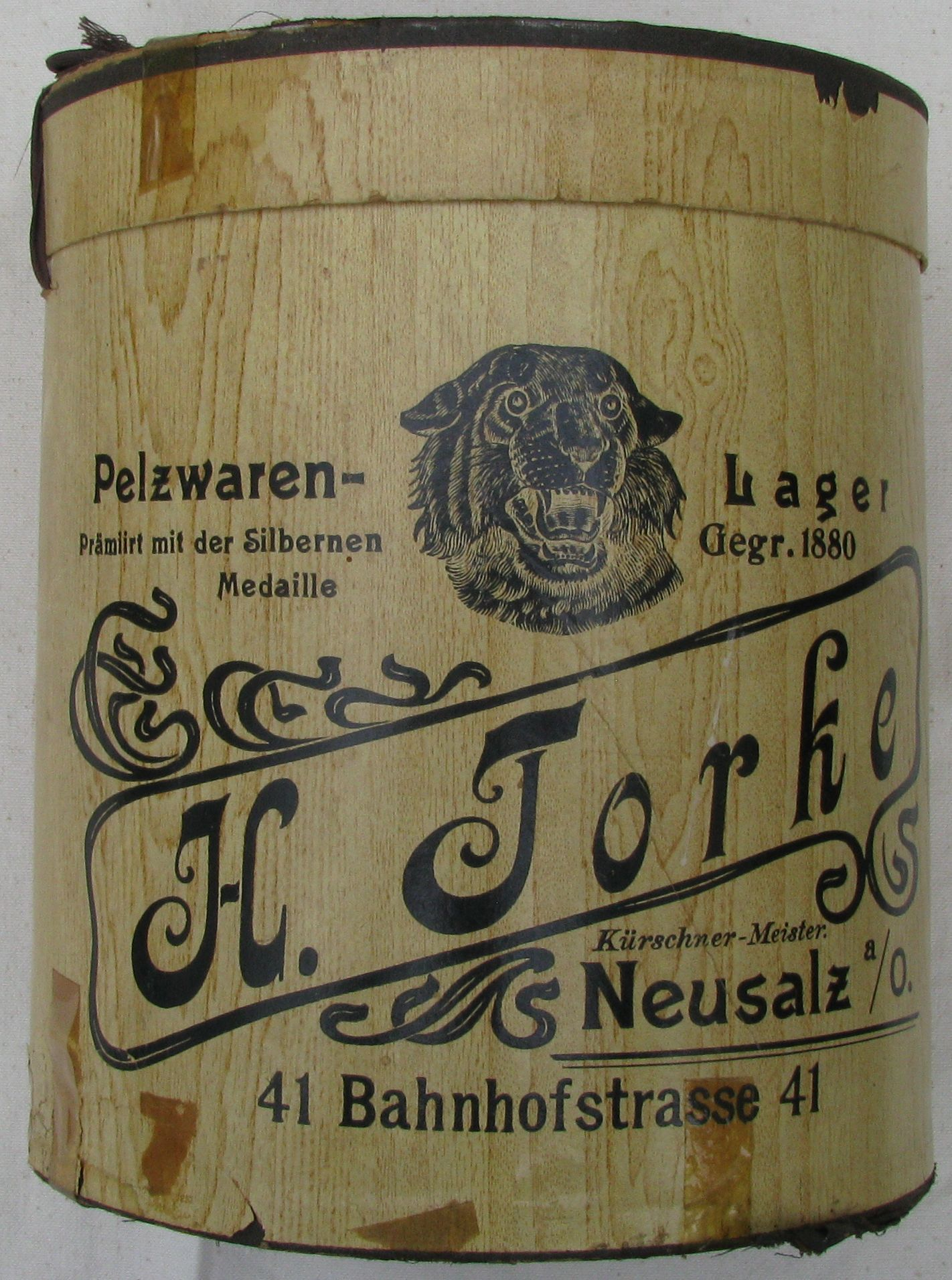